# Alexej Prudnikov
Alexej Pavlovič Prudnikov (rusky Алексей Павлович Прудников; * 20. března 1960 Moskva) je ruský fotbalový trenér a bývalý sovětský a ruský fotbalový brankář. Byl mládežnickým reprezentantem Sovětského svazu, je držitelem zlaté olympijské medaile z Letních olympijských her v Soulu (1988). V České republice hrál za třetiligovou Alfu Slušovice v sezoně 1994/95.

## Hráčská kariéra
Nejvyšší soutěž hrál v Sovětském svazu (1979–1989, v ročnících 1979 a 1989 byl se Spartakem Moskva mistrem ligy, byl náhradníkem Rinata Dasajeva, resp. Stanislava Čerčesova), Jugoslávii (1990/91), Finsku (1993) a Jižní Koreji (1995–1998). V ročníku 1984 vyhrál s Dynamem Moskva Sovětský fotbalový pohár.

### Reprezentace
V letech 1979–1982 odchytal 5 utkání za Sovětskou fotbalovou reprezentaci do 21 let.

### Evropské poháry
V ročníku 1980/81 zasáhl do dvou utkání Poháru mistrů evropských zemí (předchůdce Ligy mistrů) za Spartak Moskva. V sezoně 1984/85 odchytal všech 8 utkání Dynama Moskva na cestě do semifinále Poháru vítězů pohárů. V Poháru UEFA odehrál celkem 8 utkání za moskevské kluby Spartak (1981/82: 1, 1982/83: 2), Dynamo (1987/88: 4) a Torpedo (1988/89: 1).

### Prvoligová bilance
| Ročník          | Zápasy | Góly | Minuty | Klub                   |
| --------------- | ------ | ---- | ------ | ---------------------- |
| I. liga 1979    | 2      | 0    | –      | Spartak Moskva         |
| I. liga 1980    | 2      | 0    | –      | Spartak Moskva         |
| I. liga 1981    | 1      | 0    | –      | Spartak Moskva         |
| I. liga 1982    | 12     | 0    | –      | Spartak Moskva         |
| I. liga 1983    | 24     | 0    | –      | Dynamo Moskva          |
| I. liga 1984    | 28     | 0    | –      | Dynamo Moskva          |
| I. liga 1985    | 26     | 0    | –      | Dynamo Moskva          |
| I. liga 1986    | 30     | 0    | –      | Dynamo Moskva          |
| I. liga 1987    | 21     | 0    | –      | Dynamo Moskva          |
| I. liga 1988    | 5      | 0    | –      | Torpedo Moskva         |
| I. liga 1989    | 2      | 0    | –      | Spartak Moskva         |
| I. liga 1990/91 | 2      | 0    | –      | Velež Mostar           |
| I. liga 1990/91 | 18     | 0    | –      | FK Sarajevo            |
| I. liga 1993    | 16     | 0    | –      | Jaro Jakobstad         |
| I. liga 1995    | 10     | 0    | –      | Jeonbuk Hyundai Čondžu |
| I. liga 1996    | 27     | 0    | –      | Jeonbuk Hyundai Čondžu |
| I. liga 1997    | 18     | 0    | –      | Jeonbuk Hyundai Čondžu |
| I. liga 1998    | 1      | 0    | –      | Jeonbuk Hyundai Čondžu |
| CELKEM I. LIGA  | 245    | 0    | –      |                        |

## Trenérská kariéra
Po vypuknutí války v Jugoslávii se vrátil do Ruska, kde byl do roku 1992 trenérem brankářů. Poté byl hrajícím trenérem ve Spartaku Topoľčany, v roce 1993 působil v téže roli ve finském klubu Jaro Jakobstad. V letech 1995–1998 byl hrajícím trenérem jihokorejského klubu Jeonbuk Hyundai Čondžu, trénoval zde i v sezoně 1999. Brankáře trénoval i v jihokorejském Suwon Samsung Bluewings (2000), v ruských Křídlech sovětů Samara (2010) a kazachstánském Okžetpes Kokčetau (2015–2016).

## Funkcionářská kariéra
V letech 2005–2006 byl sportovním ředitelem litevské Vetry Vilnius a roku 2009 ředitelem klubu SiM Moskva.